# World Book Dictionary
The World Book Dictionary — енциклопедичний проект, пов'язаний з World Book Encyclopedia. Спочатку він був опублікований в 1963 році під редакцією Clarence Barnhart. Існує також видання World Book Encyclopedia Dictionary.
Список слів ґрунтується на формулі для обчислення частоти використання. Спочатку містив близько 180 000 слів, згодом розширився до близько чверті мільйона слів. Джерельна база — Century Dictionary, Oxford English Dictionary та інші.
Робота над активним оновленням World Book Dictionary тривала до 1997 року.
Словник представляє інформативні ілюстративні пропозиції щодо значення слів. Разом з тим його укладачі не вважають його скороченим довідником. Експозиція включає більше 225 000 записів, 3000 ілюстрацій, нотатки про те, як використовувати префікси, суфікси, пунктуації, вимову і багато іншого.
Словник рекомендується для школярів, студентів і всіх інших у їхній підготовці для написання наукових статей і книг.